# Attagis malouinus
Il tinocoride ventrebianco (Attagis malouinus, Boddaert 1783) è un uccello della famiglia dei Thinocoridae dell'ordine dei Charadriiformes.

## Sistematica
Attagis malouinus ha due sottospecie:
- Attagis malouinus cheeputi
- Attagis malouinus malouinus

## Distribuzione e habitat
Questo uccello vive nella parte meridionale del Cile e dell'Argentina, mentre è di passo sulle Isole Falkland.